# Beyond生命接觸演唱會
Beyond生命接觸演唱會是由香港著名樂隊Beyond於1991年在香港體育館的大型個人演唱會。這場唱會為Beyond首次在香港體育館的大型個人演唱會，亦是四子時期的最後一個香港體育館演唱會，此外，本個演唱會亦在馬來西亞中舉辦一場生命接觸演唱會。本個演唱會被修復後，在2022年7月3日在抖音上直播修復版本。

## 製作班底
這一次的服裝由黃貫中設計，和音則邀請了浮世繪的梁翹柏及被黃家駒稱為月光光小姐的李安琪。

## 巡迴場次
| 場次 | 日期           | 國家／地區 | 城市   | 場館                 | 備註 |
| ---- | -------------- | ---------- | ------ | -------------------- | ---- |
| 1    | 1991年9月19日  | 香港       | 香港   | 紅磡香港體育館       |      |
| 2    | 1991年9月20日  | 香港       | 香港   | 紅磡香港體育館       |      |
| 3    | 1991年9月21日  | 香港       | 香港   | 紅磡香港體育館       |      |
| 4    | 1991年9月22日  | 香港       | 香港   | 紅磡香港體育館       |      |
| 5    | 1991年9月23日  | 香港       | 香港   | 紅磡香港體育館       |      |
| 6    | 1991年11月24日 | 马来西亚   | 吉隆坡 | 吉隆坡國家室內體育館 |      |

## 演唱歌曲(香港/吉隆坡)
- 俾面派對
- 高溫派對
- 我早應該習慣
- 午夜怨曲
- 戰勝心魔[第一/二/三場演唱]
- 昔日舞曲
- 懷念你
- 是錯也再不分
- 真的愛你
- Medley:永遠等待/灰色的心/Water boy/午夜迷牆/玻璃箱/永遠等待
- Drums Solo
- 系要聽Rock N'Roll
- Love Is Blue
- 願我能
- 誰伴我闖蕩
- 灰色軌跡
- 冷雨夜
- 完全的擁有
- 喜歡你
- Guitar Solo
- 月光光[第四/五場演唱]
- 舊日的足跡
- 歲月無聲
- 大地
- 不再猶豫
- AMANI
- 金屬狂人
- 再見理想
- 光輝歲月

## 演唱會專輯

#### CD 1
- 01. Music
- 02. 俾面派對
- 03. 高溫派對
- 04. 我早應該習慣
- 05. Talk 1
- 06. 午夜怨曲
- 07. Talk 2
- 08. 是錯也再不分
- 09. 真的愛妳
- 10. 願我能
- 11. 誰伴我闖蕩
- 12. 灰色軌跡
- 13. 冷雨夜
- 14. 完全的擁有

#### CD 2
- 01. 喜歡妳
- 02. 月光光
- 03. 舊日的足跡
- 04. 歲月無聲
- 05. 大地
- 06. Talk 3
- 07. 不再猶豫
- 08. Talk 4
- 09. Amani
- 10. Encore Introduction
- 11. 金屬狂人
- 12. Talk 5
- 13. 再見理想
- 14. 光輝歲月